# Грыза, Алексей Андрианович
Алексей Андрианович Грыза (укр. Олексій Андріанович Гриза; 23 марта 1907, с. Степанцы, Степанская волость, Каневский уезд, Киевская губерния, Российская империя — 10 августа 1969, Киев, Украинская ССР, СССР) — советский украинский государственный и партийный деятель. Депутат Верховного Совета Украинской ССР III, V—VI созывов. Депутат Верховного Совета СССР III созыва. Член ЦК КП(б) / КП Украины (1949—1952, 1961—1966). Кандидат в члены ЦК КП(б) / КП Украины (1952—1954, 1966—1969). Член Оргбюро ЦК КП(б) Украины (1949—1952).

## Биография
Родился 23 марта 1907 в селе Степанцы Степанской волости Каневского уезда Киевской губернии Российской империи (ныне село в составе Степанецкой сельской общины Черкасского района Черкасской области Украины), в семье рабочего Степанецкого сахарного завода. Член ВКП(б) с 1930.
В 1926 окончил Бобрицкую сельскохозяйственную профессиональную школу. 
- С 1926 по 1929 — на работе в Бобрицкой сельскохозяйственной профессиональной школе; глава Степанецкого свекловичного кооперативного общества.
- С 1929 по 1930 — в рядах Красной армии.
- С 1930 по 1941 — специалист Мартыновского свеклокомбината; старший агроном Степанецкой машинно-тракторной станции (МТС) в Киевской области; главный агроном, заведующий Каневским районным земельным отделом Киевской области; 2-й секретарь Каневского районного комитета КП(б)У Киевской области; 1-й секретарь Чернобыльского районного комитета КП(б) Украины. В сентябре – декабре 1939 года – в Красной армии, где служил на политической работе во время похода в Западную Украину.

С 1941 по 1943 — в рядах Красной армии. С февраля 1942 служил начальником политического отдела Мурманского дивизионного района противовоздушной обороны.
- В 1943—1946 годах — заведующий сельскохозяйственным отделом Киевского областного комитета КП(б) Украины;
- В 1946—1947 годах — начальник Управления западных областей Министерства сельского хозяйства Украинской ССР;
- В 1947 году — заместитель уполномоченного Министерства заготовок СССР по Киевской области;
- С 1947 по февраль 1949 года — 1-й секретарь Дымерского районного комитета КП(б) Украинской ССР;
- 28 января 1949 — 23 сентября 1952 — член ЦК КП(б) Украины;
- 5 февраля 1949 — сентябрь 1952 — 1-й секретарь Киевского областного комитета КП(б) Украины;
- март 1949 — 23 сентября 1952 — член Организационного бюро ЦК КП(б) Украины;
- 27 сентября 1952 — 23 марта 1954 — кандидат в члены ЦК КП(б) — КП Украины
- В 1952—1955 годах — слушатель Партийной школы при ЦК КП Украины.
- В 1955—1957 годах — 1-й заместитель министра сельского хозяйства Украинской ССР;
- В 1957 году — министр совхозов Украинской ССР;
- В 1957—1961 годах — заместитель министра сельского хозяйства Украинской ССР;
- В 1961—1962 годах — начальник Главного управления совхозов при СМ Украинской ССР;
- 30 сентября 1961 — 15 марта 1966 — член ЦК КП Украины;
- В 1962—1965 годах — 1-й заместитель министра производства и заготовок сельскохозяйственных продуктов Украинской ССР;
- В 1965—1969 годах — 1-й заместитель министра сельского хозяйства Украинской ССР;
- 18 марта 1966—1969 — кандидат в члены ЦК КП Украины.

Умер в 1969 году. Похоронен в Киеве на Байковом кладбище.